# توماس وود (سياسي)
توماس وود هو سياسي كندي، ولد في 7 مارس 1815، وتوفي في 13 نوفمبر 1898 في دنهام في كندا. حزبياً، نشط في Conservative Party of Quebec (historical) ‏.